# 耶里·米纳
耶里·费尔南多·米納·冈萨雷斯（西班牙語：Yerry Fernando Mina González；1994年9月23日—）是一名哥倫比亞足球運動員，司職中堅，現時效力意甲球會卡利亚里及哥倫比亞國家足球隊。
他在2018年國際足聯世界杯中射入三球，平了後衛進球的紀錄。

## 球會生涯

### 帕斯度
米納出生於瓜切內，是一名帕斯度青年軍，僅在18歲時就加入了。 在2013賽季晉升為主力陣容，他在當年的3月20日首次亮相，首次在當年的哥倫比亞盃中以0-1的比分輸給了競技隊。
米納於2013年9月15日首次亮相哥倫比亞超級足球聯賽，首發0-0戰勝卡利體育會。 他的第一個職業進球發生在10月18日，因為他在2-2主場戰平對陣國民體育會的比賽中首次進球。

### 聖達菲獨立
2013年12月14日，米納轉會到更好的聖達菲獨立俱樂部，最初是一年期借用協議。1月25日，他在俱樂部首次亮相，在對陣內格羅河老鷹的3-0主場比賽中打滿了90分鐘。米納立即成為球隊的常規先發球員，在總決賽第二回合的比賽中以2比0戰勝了國民體育會，贏得了2015年哥倫比亞超級盃。

### 彭美拉斯
2016年5月1日，米納被確認為彭美拉斯的新球員，但在下個月加入俱樂部。十一天後，他與俱樂部簽了一份為期五年的合同。
米納於2016年7月4日首次亮相俱樂部，以3比1的比賽擊敗利斯菲體育會，完成了一場完整的比賽。他在彭美拉斯第一個進球在對陣山度士然而，他在上半場比賽結束前因為傷病而被替換掉了，因為他在擔架上離開球場時令他流下了眼淚。 7月13日，確認米納不會及時在2016年夏季奧林匹克運動會上陣，預計傷病預計為6-8週。
米納在2016年8月下旬完全從傷病中恢復過來，在賽季後期成為無可爭議的先發球員。 9月，他對上宿敵聖保羅和哥連泰斯中入球，最終以4個聯賽進球協助球隊重奪失落22年的冠軍。

### 巴塞隆拿
2018年1月11日，巴塞隆拿達成了米納轉會的協議，合約期滿日期為2023年6月30日。這使他成為有史以來第一位為巴塞隆拿效力的哥倫比亞人。轉會費用為1180萬歐元，他的發布條款定為1億歐元。
米納在對陣華倫西亞的西班牙國王盃半決賽代替碧基，讓他首次代表巴塞隆拿上陣。最後球隊以2比0贏得比賽並晉級決賽。他在對陣基達菲的比賽中首次聯賽亮相並聯賽首發，最後以0比0戰平全場比賽。他在俱樂部的第一次正式貢獻，助攻予奧士文尼·迪比利，最終以5-1擊敗維拉利爾。

### 愛華頓
2018年8月8日，米納以超過3000萬歐元的價格與英超球隊愛華頓簽約，並穿上13號球衣。
2020年10月3日，米納在對上布萊頓的主場比賽踢進了一球，助攻為他的同胞哈梅斯·罗德里格斯，這是英超歷史上第一個純哥倫比亞進球（助攻+進球）。

## 國家隊生涯
2016年，米納入選哥倫比亞隊的百年美洲盃名單，只有在對陣哥斯達黎加中上陣。他參加了2016年10月至2017年3月哥倫比亞2018年世界杯預選賽的五場比賽，並於2018年5月入選哥倫比亞在2018世界盃的23人名單。
在2018世界盃上，米納為哥倫比亞隊打入了3個進球，全部來自角球。米納並沒有參加哥倫比亞隊以2-1落敗於日本的比賽，但之後在哥倫比亞剩下的每場比賽的中堅上正選上陣。在小組賽階段，他以3比0擊敗波蘭打進了首個進球，然後以1比0擊敗塞內加爾，這使得哥倫比亞隊成為他們小組首名並進入了淘汰賽階段。在十六強對陣英格蘭的比賽中，米納在第93分鐘將比分追成1-1，將比賽送入加時賽。哥倫比亞隊在點球大戰中輸掉比賽，結束了他們2018世界盃的比賽。憑藉他的三個進球，他在一場世界杯錦標賽中追平了後衛的進球紀錄，並平了1974年與德國人保羅·畢列拿和1990年的安德烈亞斯·布林美的紀錄。

## 榮譽

### 國家隊
哥倫比亞
- 美洲國家盃季軍：2021年[29]

## 外部連結
- Soccerway資料庫：耶里·米纳